# Hansa Borg Bryggerier
Hansa Borg Bryggerier is een Noorse brouwerij te Bergen en Sarpsborg.

## Geschiedenis
Hansa Borg Bryggerier ontstond in 1997 door de samensmelting van Hansa Bryggeri uit Bergen en Borg Bryggerier uit Sarpsborg. De firma is de tweede grootste producent en verdeler van bier en mineraalwater in Noorwegen met fabrieken in Bergen, Sarpsborg, Kristiansand en Olden. De firma is voor 75% in bezit van de familie Egenæss (eigenaars van Borg Bryggeri sinds 1905). Andere grote aandeelhouders zijn Spendrups Bryggeri uit Zweden en Royal Unibrew uit Denemarken.

In 1999 kwam Hansa-Borg in bezit van Christianssands Bryggeri waardoor men controle verwierf over distributie op de lokale markten in Hordaland, Østfold en Sørlandet. In 2005 werd Olden Brevatn gekocht, een firma die mineraalwater uit een gletsjer produceert.

## Bieren
- Hansa, het tweede best verkochte biermerk in Noorwegen (na Ringnes)
- Waldemars
- Borg
- CB